# ایتاوتک
ایتاوتک (انگلیسی: Itautec) شرکت فناوری اطلاعات برزیلی است، که در سال ۱۹۷۹ تأسیس شد.